# Georges de Cappadoce
 (août 2012).
Georges de Cappadoce fut évêque d'Alexandrie des ariens de février 356 (installé effectivement sur son siège le 24 février 357) à sa mort le 24 décembre 361.

## Sources
La carrière de ce personnage est évoquée par plusieurs auteurs des IVe et Ve siècles, notamment des historiens (Ammien Marcellin, Socrate le Scolastique...), mais de manière allusive, sporadique, et chronologiquement confuse (surtout autour de l'épisode de sa mort dramatique). La chronologie des événements pendant son épiscopat est principalement fixée par les écrits conservés de saint Athanase (notamment ses Lettres festales, son Apologia ad Constantium et son Apologia de fuga, sa Lettre aux évêques d'Égypte et de Libye, son Histoire des ariens...) et un document de la fin du IVe siècle relatif à Athanase conservé fragmentairement dans une version latine intitulé conventionnellement Histoire acéphale.

## Carrière
Il est généralement appelé « le Cappadocien » (par Athanase, Philostorge, Socrate le Scolastique), mais Ammien Marcellin dit qu'il était né à Épiphanie en Cilicie, « dans la boutique d'un foulon ». 

### En Cappadoce dans les années 340
En tout cas il résidait en Cappadoce à l'époque où le futur empereur Julien et son frère Constantius Gallus y étaient confinés dans le domaine impérial de Macellum (de 343 à 350 environ) : dans sa Lettre 9, adressée à Ecdicius, préfet d'Égypte, après la mort de Georges (362), Julien lui demande de retrouver tous les livres de l'évêque et de les lui envoyer ; « il en avait beaucoup, écrit-il, sur la philosophie et la rhétorique, beaucoup sur la doctrine des impies Galiléens [...] Je connais pour ma part les livres de Georges, sinon tous, du moins en grande partie : il me les a communiqués, lorsque j'étais en Cappadoce, pour prendre copie de quelques-uns ». Selon Grégoire de Nazianze, il aurait commencé par être un parasite des grands et un brasseur d'affaires sans scrupules, s'assurant notamment par ses relations un contrat de livraison de viande de porc à l'armée.

### Évêque arien d'Alexandrie (356-361)
En 355, un concile tenu à Milan à l'instigation de l'empereur arien Constance II avait une nouvelle fois (la quatrième) condamné l'évêque Athanase d'Alexandrie, chef de file des partisans du concile de Nicée. 
Dans la nuit du 8 au 9 février 356, une troupe de cinq mille soldats commandée par le général Syrianus tenta d'appréhender l'évêque dans l'église Saint-Théonas d'Alexandrie, mais il parvint à fuir avec l'aide du clergé et des fidèles ; il resta quelques jours dans les environs de la ville, puis il partit pour la Cyrénaïque, et fut ensuite dans la clandestinité pendant six ans. Ce coup de force fut suivi de plusieurs mois de violence à Alexandrie. 
Georges de Cappadoce était le remplaçant désigné, connu peu après la fuite d'Athanase, mais d'après l'Histoire acéphale, plusieurs mois s'écoulèrent entre le coup de force du 9 février 356 et l'installation effective de Georges, apparemment seulement le 24 février 357.  
Selon Sozomène, Georges, homme très énergique et plein de zèle pour la cause arienne, se signala par de cruelles persécutions dirigées tant contre les païens que contre les chrétiens qui n'étaient pas de sa tendance : « il força les uns et les autres à pratiquer le culte qu'il indiquait, et en cas d'opposition il utilisa la contrainte [...] La multitude le détestait à cause de sa tyrannie, car son pouvoir prévalait sur tout. Les païens avaient pour lui une aversion plus grande encore que les chrétiens, car il leur interdit d'offrir des sacrifices et de célébrer leurs fêtes ancestrales ». Il était également détesté par les hauts responsables de l'État parce qu'il les méprisait et donnait directement des ordres à leurs subordonnés. Il fit entrer le Dux Ægypti dans Alexandrie à la tête de ses troupes pour détruire les ornements des temples païens et les statues des dieux.
Socrate le Scolastique décrit la manière dont il s'en prit au Mithræum de la ville : ce sanctuaire était paraît-il abandonné et en ruine, et l'empereur autorisa qu'on le démolisse pour construire une église à la place ; pendant les travaux on découvrit un adytum (chambre secrète) qui contenait des crânes humains, ce que les chrétiens interprétèrent comme les restes de sacrifices sanglants ; ces crânes furent promenés à travers la ville, « en une sorte de procession triomphale », pour dénoncer les « abominations » des païens. Il s'ensuivit des affrontements très violents entre les chrétiens et les païens.
Selon Ammien Marcellin, « oubliant les obligations de sa profession », Georges se fit « délateur » auprès de l'empereur Constance II, qui lui prêtait une oreille complaisante, et dénonça de nombreuses personnes comme opposées à l'autorité impériale. Il suggéra aussi à l'empereur que les bâtiments de la ville qui avaient été construits jadis sur fonds publics devaient légitimement faire l'objet d'une taxation. Épiphane de Salamine affirme qu'il recherchait toutes les occasions de gain, que pendant son épiscopat il accapara toute la production de salpêtre, les plantations de papyrus et de roseau et les marais salants d'Égypte ainsi que les pompes funèbres, faisant appliquer rigoureusement son monopole, et qu'il priva certains de leur patrimoine.
Déjà du vivant de Constance II, il eut à affronter des troubles populaires qui faillirent lui coûter la vie : le 29 août 358, attaqué dans l'église Saint-Denys par une foule, il fut sauvé à grand-peine à l'issue d'une violente bataille ; le 2 octobre suivant, il dut quitter la ville à la suite d'une émeute, et les chrétiens partisans d'Athanase reprirent le contrôle des églises le 11 octobre, jusqu'au retour en ville des troupes du dux Sébastien le 24 décembre.

### Le lynchage de Georges de Cappadoce (24 décembre 361) et ses suites
Constance II mourut en Cilicie le 3 novembre 361. La nouvelle de sa mort, et de son remplacement par son cousin païen Julien, fut annoncée à Alexandrie le 30 de ce mois par le préfet Gérontius. Georges, de retour d'un voyage le 26, fut alors saisi par une foule, enchaîné et incarcéré. 
Le 24 décembre, sa prison fut envahie et il en fut extrait et mis à mort. Selon Ammien Marcellin, il le fut avec deux autres personnages : Dracontius, préposé à la monnaie, accusé d'avoir fait renverser un autel qui se trouvait dans l'enceinte de son administration, et un certain comte Diodore, à cause d'une insolence qu'il se serait permise alors qu'il était chargé de la construction d'une église. Ils furent roués de coups, traînés dans les rues par une corde nouée à leurs jambes, subirent diverses mutilations avant d'être promenés sur des chameaux, tués et leurs corps brûlés. 
L'historien arien Philostorge, tout en admettant que les meurtriers étaient d'abord des païens, accuse les chrétiens partisans d'Athanase d'avoir participé au lynchage de Georges, alléguant le fait qu'Athanase fut tout de suite après de retour à Alexandrie. 
Au début de l'année 362, Julien adresse sa Lettre 10 aux Alexandrins, pour leur reprocher sévèrement la mise à mort de l'évêque Georges, « qui méritait le sort qu'il a subi, ou pire encore et plus douloureux, mais pas de [leurs] mains », mais il termine en les assurant qu'il ne les punira pas et leur conserve sa bienveillance. 
Le général Artème, qui avait été le « bras armé » de Georges à la fin de son épiscopat, fut accusé légalement de violences et d'abus par de très nombreux Alexandrins et exécuté à Antioche un an plus tard environ.  
Entre 358 et 361, son nom apparaît dans les signataires des conciles ariens ou arianisants de Sirmium (359), Séleucie (359), Constantinople (360) et probablement aussi d'Antioche (360), où il a donné son interprétation de Prov. 8, 22, avec Mélèce et Euzoios.